# Ашгабат (аеропорт)

Міжнаро́дний аеропо́рт «Ашгаба́т» (туркм. Aşgabadyñ Halkara Howa Menzili (IATA: ASB, ICAO: UTAA))  — міжнародний аеропорт міста Ашгабат. Знаходиться за 10 км на північний захід від Ашгабату. З 1994 року носить ім'я першого президента країни Сапармурата Ніязова. Новий аеропорт був відкритий в 2016 році після повної перебудови.

## Аеропорт імені Сапармурата Туркменбаші
У 1994 році відбулося відкриття нової будівлі ашхабатського аеровокзалу, що мав унікальну архітектуру і сучасне технічне оснащення. Є дві штучні злітно-посадкові смуги, обладнані за другою категорією ІКАО та перон, що дозволяє приймати повітряні судна всіх типів. Щорічно послугами аеропорту скористалося понад півтора мільйона пасажирів на місцевих і міжнародних повітряних лініях. На території аеровокзалу до послуг пасажирів були просторі зали очікування, служби паспортного, митного і прикордонного контролю, що працюють в цілодобовому режимі, служби довідкової інформації, зали VIP та CIP , бізнес-клуб, каси з продажу і бронювання квитків, магазини, бари, пункти швидкого харчування, пункт обміну валюти, нові конвеєрні системи транспортування багажу, міжнародний телефонний зв'язок, кімната матері і дитини, офіси представництв іноземних авіакомпаній. Будівлю було демонтовано в 2013 році. З 1994 до 2016 року аеропорт носив ім'я першого президента країни Сапармурата Ніязова.

## Новий аеропорт (2016)
17 вересня 2016 року відбулося відкриття нового аеропорту за участю Президента Туркменістану Гурбангули Бердимухамедова. Будівництво аеропорту почалося турецькою компанією «Полімекс» в січні 2013 року і завершилося у вересні 2016 року.
Проект має у своєму складі будівництво трьох терміналів - пасажирського, VIP і вантажного. Побудовано нову злітно-посадкову смугу завдовжки 3800 метрів і реконструйована діюча ЗПС. Побудовано руліжні доріжки, місця для паркування і перони для повітряних суден, вежі служби управління повітряним рухом, диспетчерська вежа заввишки 72 метри. Загальна площа ділянки, на якому розмістився аеровокзальний комплекс, складає 1200 гектарів.
Пасажирський термінал п'ятиповерховий і розрахований для місцевих і міжнародних авіарейсів. Побудовано зали очікування та реєстрації, інформаційні табло, довідкові бюро, сенсорна електронна довідкова система, квиткові каси, інтернет-кафе, поштові відділення, телефони-автомати, пункти оренди автотранспорту і резервування місць в готелях, обміну валюти, банкомати, камери схову, кафетерії, ресторани, магазини «duty-free». Передбачені готелі для пілотів і транзитних пасажирів, кімнати матері і дитини, спеціальні дитячі майданчики, кабінети надання першої медичної допомоги, кіоски преси та роздрібної торгівлі, конференц-зал.
Вантажний термінал зі складськими приміщеннями розрахований на обробку 200 тисяч тонн вантажів на рік з централізованою станцією для паливної заправки повітряних суден, ангарів для технічного обслуговування літаків та гелікоптерів.
На території аеропорту розмістилися адміністративні будівлі Державної національної служби «Туркменховаєллари», підприємства авіаційного транспорту «Туркменістан» і льотного загону «Туркменських авіаліній». Побудована школа з підготовки авіаційного персоналу, де одночасно зможуть навчатися 600 чоловік і тренажерний комплекс для навчання екіпажів, медичний і спортивно-оздоровчий центри, підземні та відкриті автостоянки - службові і для пасажирів. Також планується відкрити музей розвитку туркменської авіації.
Під'їхати до аеропорту на автомобілі можна або по проспекту Бітарап Туркменістан, або по проспекту Атамурат Ніязова. Навколо аеропорту обладнана цілодобова парковка. На привокзальній площі розташовані зупинки міського транспорту і таксі, що дозволяють доставляти пасажирів в будь-яку точку Ашхабада.

## «Термінал 2»
Малий пасажирський «Термінал 2» нового міжнародного аеропорту міста Ашхабада побудований на місці існуючого з радянських часів аеровокзалу. 26 березня 2014 року він був введений в експлуатацію, тимчасово взявши на себе обслуговування пасажирів що відлітають і прилітають в Ашхабад на період спорудження головного пасажирського терміналу міжнародного аеропорту . Загальна площа малого терміналу - 14 тисяч квадратних метрів. Він здатний обслуговувати 1200 пасажирів на годину міжнародних і місцевих авіарейсів. Складається з трьох частин: зони місцевих рейсів, VIP -зони та зони міжнародних авіарейсів. Після введення в дію у вересні 2016 року основного аеровокзального комплексу, малий термінал використовується для оформлення пасажирів, що вилітають місцевими рейсами. З вересня 2016 року обслуговує тільки внутрішні авіарейси.

## Авіалінії та напрямки

### Пасажирські
| Авіакомпанія            | Пункт призначення |
| ----------------------- | --- |
| Belavia                 | Мінськ |
| China Southern Airlines | Урумчі |
| flydubai                | Дубай |
| Lufthansa               | Баку, Франкфурт-на-Майні |
| S7 Airlines             | Москва-Домодєдово |
| Turkish Airlines        | Стамбул |
| Авіалінії Туркменістану | Абу-Дабі, Алмати, Амрітсар, Балканабат, Бангкок-Суварнабхумі, Пекін, Бірмінгем, Делі, Дубай, Франкфурт-на-Майні, Стамбул-Ататюрк, Казань, Лондон-Хітроу, Москва-Домодєдово, Париж–Шарль де Голль, Ст Петербург, Туркменабат, Туркменбаши, Єреван |

### Вантажні
| Авіакомпанія           | Пункт призначення                       |
| ---------------------- | --------------------------------------- |
| AeroLogic              | Франкфурт, Гонконг                      |
| Coyne Airways          | Тбілісі                                 |
| Lufthansa Cargo        | Франкфурт, Баку                         |
| Turkish Airlines Cargo | Дака, Стамбул–Ататюрк                   |
| Turkmenistan Airlines  | Абу-Дабі, Брно, Стамбул–Ататюрк, Шатору |
| Volga Dnepr            | Ставангер                               |